# IC 630
IC 630 ist eine linsenförmige Galaxie vom Hubble-Typ S0 im Sternbild Sextant südlich des Himmelsäquators. Sie ist schätzungsweise 90 Millionen Lichtjahre von der Milchstraße entfernt.
Das Objekt wurde am 5. Mai 1893 von dem französischen Astronomen Stéphane Javelle entdeckt.